# Taubenturm (Prix-lès-Mézières)

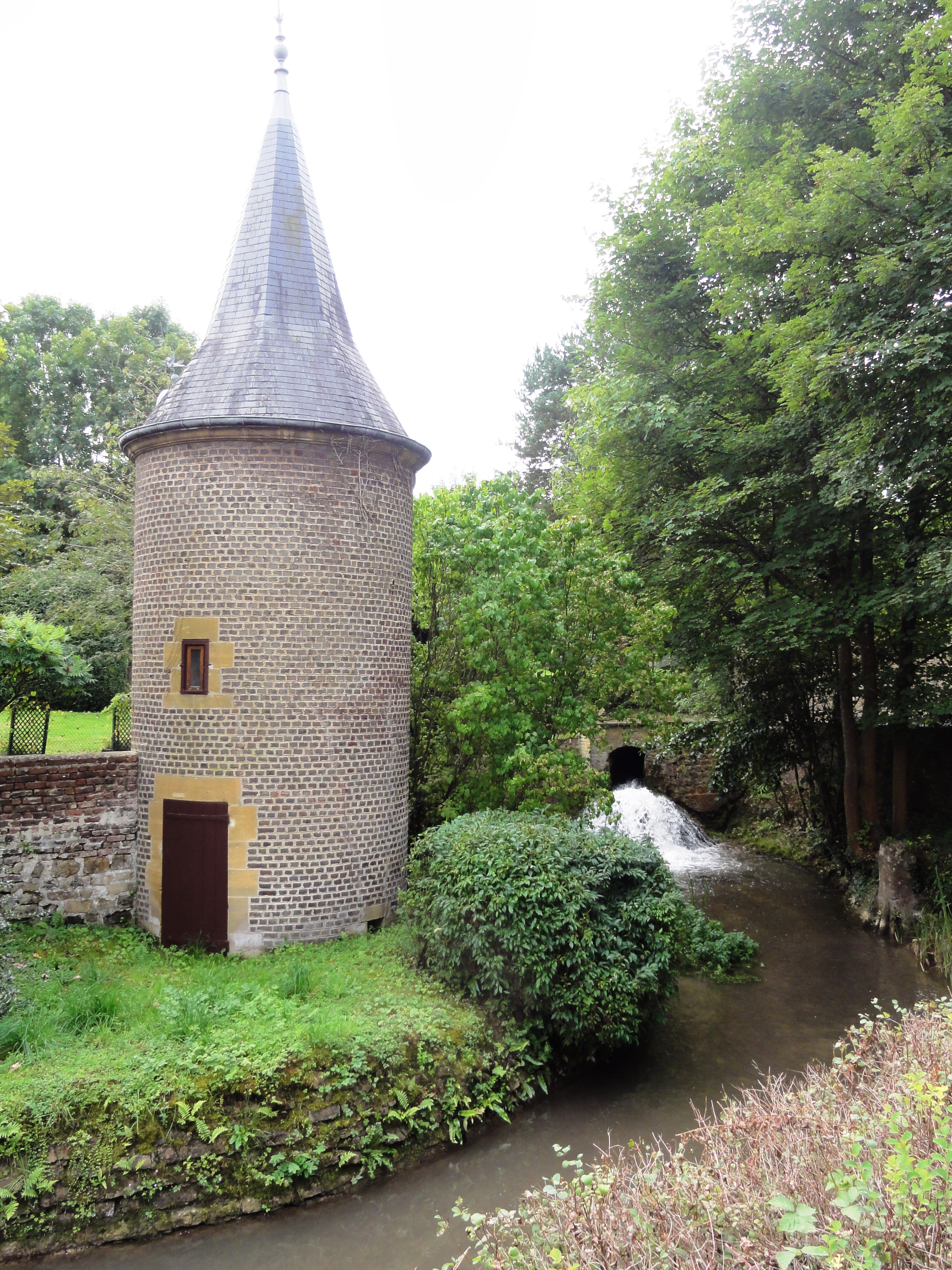
Taubenturm in Prix-lès-Mézières

Der Taubenturm (französisch colombier oder pigeonnier) in Prix-lès-Mézières, einer französischen Gemeinde im Département Ardennes in der Region Grand Est, wurde im 19. Jahrhundert errichtet. Der Taubenturm steht als Teil der Moulin à couleurs (Mühle) seit 1995 als Monument historique auf der Liste der Baudenkmäler in Frankreich.
Der runde Taubenturm aus Ziegelsteinmauerwerk wird von einem Knickhelm abgeschlossen und von einem Dachknauf mit Spitze bekrönt.